# Howard (Wisconsin)
Howard ist eine Gemeinde (mit dem Status „Village“) im Brown County und zu einem kleinen Teil im Outagamie County im US-amerikanischen Bundesstaat Wisconsin. Das U.S. Census Bureau ermittelte bei der Volkszählung 2020 eine Einwohnerzahl von 19.950.
Howard ist Bestandteil der Metropolregion um die Stadt Green Bay. 

## Geografie
Howard liegt im Osten Wisconsins, an der Mündung des Duck Creek in die Green Bay, einen Teil des Michigansees. Die geografischen Koordinaten von Howard sind 44°32′37″ nördlicher Breite und 88°05′17″ westlicher Länge. Das Gemeindegebiet erstreckt sich über eine Fläche von 59,78 km², die sich auf 46,88 km² Land- und 12,9 km² Wasserfläche verteilen. 
Benachbarte Orte von Howard sind Suamico (an der nördlichen Ortsgrenze), Pittsfield (14,6 km nordwestlich), Seymour (24,9 km westsüdwestlich), Hobart (12,7 km südwestlich) und Ashwaubenon (11,7 km südlich).
Im Südosten grenzt die Gemeinde unmittelbar an das Stadtgebiet von Green Bay an, dessen Stadtzentrum 9,1 km südöstlich von Howard liegt. Die weiteren nächstgelegenen größeren Städte sind Milwaukee (195 km südlich), Chicago in Illinois (341 km in der gleichen Richtung), Wisconsins Hauptstadt Madison (222 km südwestlich), Eau Claire (304 km westlich), die Twin Cities in Minnesota (427 km in der gleichen Richtung) und Duluth am Oberen See in Minnesota (513 km nordwestlich).

## Verkehr
Die Interstate 43 erreicht im Osten von Howard ihren nördlichen Endpunkt mit der Einmündung in den vierspurig ausgebauten U.S. Highway 41. Dieser verläuft in Nord-Süd-Richtung durch den Osten von Howard. Entlang der südwestlichen Ortsgrenze verlaufen auf einem gemeinsamen Streckenabschnitt die Wisconsin State Highways 29 und 32. Alle weiteren Straßen sind untergeordnete Landstraßen, teils unbefestigte Fahrwege sowie innerstädtische Verbindungsstraßen.
Durch Howard verlaufen je eine Eisenbahnstrecke der Escanaba and Lake Superior Railroad und der Union Pacific Railroad.
Mit dem Austin Straubel International Airport in Green Bay befindet sich 10,4 km südsüdwestlich der nächste Flughafen. Die nächsten Großflughäfen sind der Milwaukee Mitchell International Airport in Milwaukee (205 km südlich), der O’Hare International Airport in Chicago (322 km in der gleichen Richtung) und der Minneapolis-Saint Paul International Airport (443 km westlich).

## Geschichte
Im Jahr 1835 wurde die Town of Howard als Verwaltungsbezirk eingerichtet. Die allmähliche Bevölkerungszunahme führte dazu, dass 1959 die Town als die selbständige Gemeinde Village of Howard inkorporiert wurde.

## Bevölkerung
Nach der Volkszählung im Jahr 2010 lebten in Howard 17.399 Menschen in 6941 Haushalten. Die Bevölkerungsdichte betrug 371,1 Einwohner pro Quadratkilometer. In den 6941 Haushalten lebten statistisch je 2,5 Personen. 
Ethnisch betrachtet setzte sich die Bevölkerung zusammen aus 93,8 Prozent Weißen, 1,5 Prozent Afroamerikanern, 1,2 Prozent amerikanischen Ureinwohnern, 1,3 Prozent Asiaten sowie 0,6 Prozent aus anderen ethnischen Gruppen; 1,6 Prozent stammten von zwei oder mehr Ethnien ab. Unabhängig von der ethnischen Zugehörigkeit waren 2,4 Prozent der Bevölkerung spanischer oder lateinamerikanischer Abstammung. 
26,7 Prozent der Bevölkerung waren unter 18 Jahre alt, 62,6 Prozent waren zwischen 18 und 64 und 10,7 Prozent waren 65 Jahre oder älter. 51,7 Prozent der Bevölkerung war weiblich.
Das mittlere jährliche Einkommen eines Haushalts lag bei 61.327 USD. Das Pro-Kopf-Einkommen betrug 28.414 USD. 7,3 Prozent der Einwohner lebten unterhalb der Armutsgrenze.